# Magistrates’ Court (England und Wales)

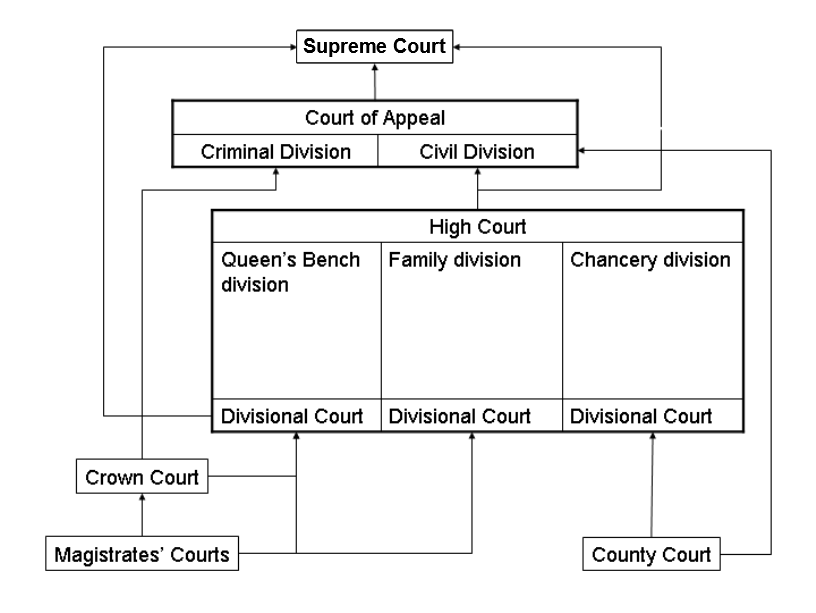
Gerichtsorganisation in England und Wales

Der Magistrates’ Court ist das unterste Gericht in der Gerichtsorganisation in England und Wales.

## Besetzung
Die Magistrates Courts sind mit mindestens zwei, meist drei Laienrichtern, den sogenannten magistrates (von lat. magistratus „Beamter“) oder justices of the peace („Friedensrichter“), besetzt, von denen es etwa 30.000 in ganz England und Wales gibt. Sie werden meist aus dem Kreis der örtlichen Honoratioren ausgewählt und ein Clerk to the Justices steht ihnen als Jurist beratend zur Seite. In großen Städten gibt es ausnahmsweise Berufsrichter, die District Judges (ehemals stipendiary magistrates).

## Aufgaben
Der Schwerpunkt der Tätigkeit des Magistrates’ Court liegt auf strafrechtlichem Gebiet: Das maximale Strafmaß liegt bei 5.000 £ fine (Geldstrafe) oder einem halben Jahr Gefängnisstrafe. Schwerwiegende, sog. indictable offences, müssen vom Crown Court entschieden werden. Zivilrechtlich sitzt er als Family Proceedings Court und entscheidet vor allem über Unterhaltssachen und Sorgerecht. Die Strafverfolgung für Verfahren vor dem Crown Court wird durch den Crown Prosecution Service geführt.